# Mausoleo de Khoja Mashkhad
El Mausoleo de Khoja Mashkhad se encuentra a 6 km al sur de Shaartuz en la provincia de Khatlon de Tayikistán.
El mausoleo es un raro ejemplo de una madraza pre-Mongola de los siglos 11 y 12. Dos grandes estructuras abovedadas están conectadas en el centro de un pequeño arco, construido de adobe. Debido a los materiales de construcción utilizados, la estructura es propensa a los daños y tiene la necesidad de ser conservada.
Este sitio esta en la lista tentativa del Patrimonio Mundial de la UNESCO del 9 de noviembre de 1999 en la categoría de Cultura.